# Myxilla elongata
Myxilla elongata är en svampdjursart som beskrevs av Topsent 1917. Myxilla elongata ingår i släktet Myxilla och familjen Myxillidae. Inga underarter finns listade i Catalogue of Life.